# Вильяверде, Сирило
Сирило Вильяверде де ла Пас (исп. Cirilo Villaverde de la Paz; 28 октября 1812 года ― 24 октября 1894 года) ― кубинский поэт, писатель и журналист. Наиболее известен благодаря роману «Сесилия Вальдес», посвящённому классовым и расовым проблемам в колониальной Кубе.

## Биография
Вильяверде родился в семье врача, работавшего на сахарной плантации Сан-Диего-де-Нуньес. Его родители жили возле завода по производству сахарного тростника, поэтому он мог наблюдать рабство и все его пороки с самого раннего возраста. В 1820 году семья переехала в Гавану, где он позже изучал право. Однако он ненадолго проработал в юридической фирме, став учителем и посвятив себя литературе.
Его первые работы были опубликованы в журнале с длинным названием Miscelánea, de útil y agradable recreo («Разные полезные и приятные развлечения»). Он также посещал литературные собрания Доминго дель Монте, сторонника народного образования. За это время он написал много статей в ряд ныне забытых периодических изданий.
Начиная с 1840 года, он стал сторонником независимости Кубы от Испании и работал секретарем при генерале Нарсисо Лопесе, который позже предпринял две тщетные попытки восстания на острове. В 1848 году, до того, как это произошло, Вильяверде был арестован испанскими солдатами в собственном доме, но в следующем году успешно организовал побег в Соединённые Штаты. Он поселился в Нью-Йорке, где занялся политической активностью. Он работал редактором и издателем некоторых эмигрантских журналов, включая La Verdad и El Independiente .
После всеобщей амнистии он вернулся на Кубу в 1858 году. Там он продолжил участие в нескольких периодических изданиях. Однако был явно разочарован положением вещей на острове и вернулся в Нью-Йорк в 1860 году, где начала работу редактором Illustrated Newspaper Фрэнка Лесли. В 1864 году он и его жена открыли частную школу в Уихокене. Четыре года спустя, после начала событий Десятилетней войны, он присоединился к революционной хунте в изгнании.
Он провёл остаток своей жизни, работая для различных изданий, писал романы, занимался переводами и по-прежнему отстаивая идею независимости Кубы. В 1888 и 1894 годах, незадолго до своей смерти, он ненадолго посетил Кубу. Его останки были возвращены туда и захоронены в безымянной могиле.
В 2008 году кубинская писательница Даина Чавьяно отдала дань уважения Вильяверде в своем романе «Остров вечной любви», где он выводится как один из персонажей. Чавьяно также написала иную версию Сесилии Вальдес, переписав оригинальную историю в одном из побочных сюжетов.

## Сочинения
- La joven de la flecha del oro
- El Guajiro
- La revolucion de Cuba vista desde New York
- Cecilia Valdés o La Loma del Angel